# Осада Кодака
Осада Кодака — эпизод восстания Хмельницкого, взятие запорожскими казаками польской крепости Кодак на Днепре в результате многомесячной осады.

## Предпосылки
В начале восстания Хмельницкого Кодацкая крепость вместе с гарнизоном войск Речи Посполитой оказалась в глубоком тылу войск повстанцев и создавала для них значительную угрозу, особенно в случае неприятельского контрнаступления. Гарнизон крепости, состоявший из польской части и иностранных наёмников, насчитывал около 1000 солдат. Кроме воинов в крепости находились семьи офицеров, католические монахи из местного монастыря, служилые люди. Среди офицеров были, в частности, Стефан Чарнецкий, М. Собеский (брат будущего короля Речи Посполитой Яна III Собеского), Александр Конецпольский и Я. Потоцкий (оба - родственники коронных гетманов), майор Ю. Лончинский, шляхтичи Альберт, Бужецкий, Вышинский, Томиславский. Комендантом крепости и командиром гарнизона был Кшиштоф Гродицкий .

## Летняя кампания
Осаду Кодака запорожские казаки начали вскоре после победы в Корсунском сражении в мае 1648 года. Однако поскольку их главные силы развивали наступление, к стенам крепости были направлены только отдельные отряды. Из-за малой численности сил блокада была неплотной. Попытки штурма не имели желаемых результатов.

## Осенняя кампания и капитуляция
Ситуация изменилась после того, как Богдан Хмельницкий направил сюда три полка во главе с Максимом Нестеренко, Прокопом Шумейко и Я. Волченко (Володченко). В сентябре 1648 года эти войска подошли к Кодаку и плотно его блокировали. Оказавшись в затруднительном положении, осаждённые пошли на переговоры. 1 октября были заключены почётные условия капитуляции гарнизона, который покинул Кодак вооружённым, оставив в крепости только артиллерию и флаги, и ушёл в Чигирин. Вместе с военными шли их семьи, а также монахи. С гарнизоном в Чигирин доставлялось и тело умершего от ран после Желтоводской битвы Стефана Потоцкого. Не все условия капитуляции были, однако, до конца исполнены. По приказу Богдана Хмельницкого, в связи с нарушением польской стороной на другом участке фронта определённых договорённостей, солдат кодацкого гарнизона разоружили и арестовали, а затем обменяли на пленных из числа запорожских казаков.

## Последствия
После того, как казацкие войска вошли в Кодак, им стало подконтрольным всё течение Днепра от Белой Руси до Великого Луга .